# موتور آب سبز
موتور آب سبز یک منطقهٔ مسکونی در ایران است که در دهستان وکیل‌آباد واقع شده‌است. موتور آب سبز ۲۶ نفر جمعیت دارد.